# 国立工科大学 (ペルー)
国立工科大学 (こくりつこうかだいがく、スペイン語: Universidad Nacional de Ingeniería、英語: National University of Engineering)は、ペルーの首都リマ市リマック区にメインキャンパスを持つ理工系の国立大学で、略称はウニ(UNI)である。 
鉄道や高速道路及び橋梁などの設計と建設など、国の産業化進展に必要な業績を残せる専門家を育成するために、1876年に国家主導で設立されたのが始まりである。

## 学部

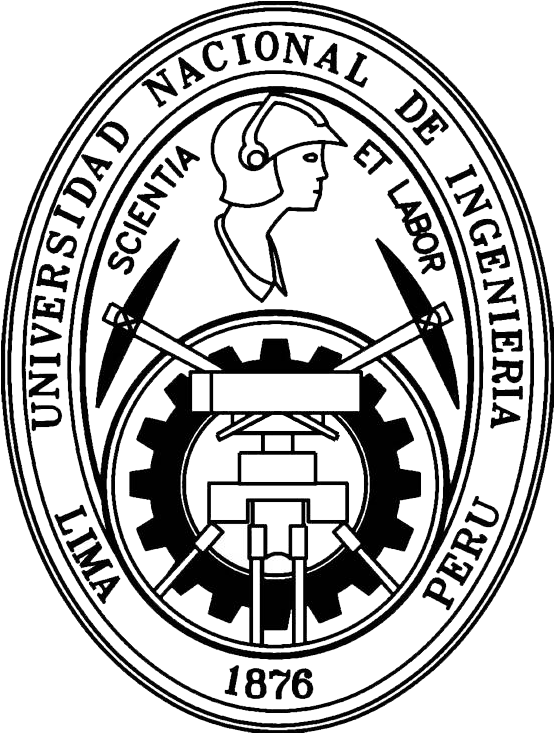
学章

- 建築都市計画芸術学部
- 理学部
- 環境工学部
- 土木工学部
- 経済工学・社会科学部
- 電気・電子工学部
- 地質・鉱業・冶金工学部
- 産業システム工学部
- 機械工学部
- 石油・天然ガス工学部
- 化学・繊維工学部